# Polyrhachis otleti
Polyrhachis otleti är en myrart som beskrevs av Auguste-Henri Forel 1916. Polyrhachis otleti ingår i släktet Polyrhachis och familjen myror. Inga underarter finns listade i Catalogue of Life.